# Asle Gronna

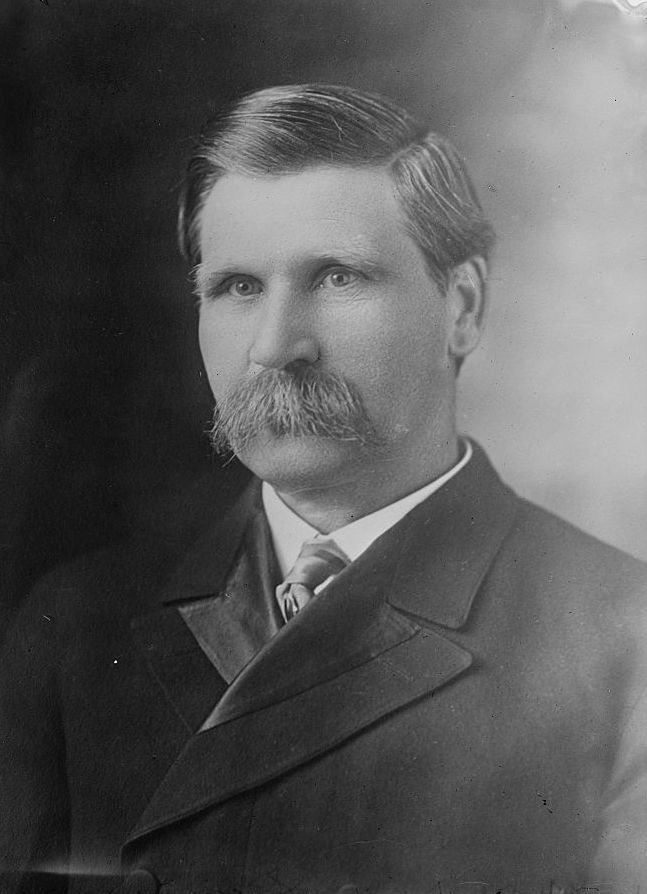
Asle Gronna

Asle Jorgenson Gronna (* 10. Dezember 1858 in Elkader, Iowa; † 4. Mai 1922 in Lakota, North Dakota) war ein US-amerikanischer Politiker (Republikanische Partei), der den Bundesstaat North Dakota in beiden Kammern des Kongresses vertrat.

## Leben
Gronna, der norwegischer Herkunft war, zog mit seiner Familie ins Houston County in Minnesota, als er noch ein Kind war. Er besuchte dort die öffentlichen Schulen und die Caledonia Academy, später war er in Wilmington als Lehrer beschäftigt. 1879 ließ er sich im Dakota-Territorium nieder, wo er sich in der Landwirtschaft sowie als Lehrer und als Geschäftsmann betätigte.
Er wurde dort auch politisch aktiv und gehörte 1889 dem Repräsentantenhaus des Territoriums an. In Lakota fungierte er als Präsident des Board of trustees, des örtlichen Leitungsgremiums, sowie als Chef der Erziehungsbehörde. 1902 wurde er Kuratoriumsmitglied der University of North Dakota.

## Politik
Schließlich erfolgte 1904 die Wahl ins Repräsentantenhaus der Vereinigten Staaten, wo er den 2. Kongresswahlbezirk North Dakotas vom 4. März 1905 bis zum 2. Februar 1911 vertrat. Gronna legte sein Mandat nieder, um innerhalb des Kongresses in den Senat zu wechseln. Dort trat er die Nachfolge des im Amt verstorbenen Martin N. Johnson an. Bei der Nachwahl hatte er sich gegen den Demokraten William E. Purcell durchgesetzt, der nach Johnsons Tod kommissarisch dessen Platz eingenommen hatte.
Im Jahr 1914 wurde Asle Gronna wiedergewählt; 1920 wurde er von seiner Partei dann nicht mehr nominiert. Während seiner Zeit im Senat war er unter anderem Vorsitzender des Landwirtschaftsausschusses. Er war einer von sechs Senatoren, die gegen den Eintritt der USA in den Ersten Weltkrieg stimmten. 1919 sprach er sich gegen den Beitritt der Vereinigten Staaten zum Völkerbund aus.
Im Vorfeld der Präsidentschaftswahl 1920 gehörte Asle Gronna bei der Republican National Convention in Chicago zu den Anwärtern auf die Vizepräsidentschaft. Mit 24 Stimmen belegte er aber bei der Abstimmung nur den fünften Platz; das Votum der Parteimitglieder fiel mit großer Mehrheit auf Calvin Coolidge, der später als Nachfolger des im Amt verstorbenen Warren G. Harding Präsident der Vereinigten Staaten wurde.